# La conquesta del pa
La conquesta del pa (francès: La Conquête du Pain; en rus Khleb i volja, "Pa i llibertat"; Хлеб и воля en ortografia contemporània), també conegut col·loquialment com El llibre del pa, és un llibre de 1892 de l'⁣anarcocomunista rus Peter Kropotkin. Escrit originalment en francès, va aparèixer per primera vegada com una sèrie d'articles a la revista anarquista Le Révolté. Va ser publicat per primera vegada a París amb un prefaci d'⁣Élisée Reclus, qui també va suggerir el títol. Entre 1892 i 1894, es va publicar en part a la revista londinenca Freedom, de la qual Kropotkin va ser cofundador.
En l'obra, Kropotkin assenyala el que considera que són els defectes dels sistemes econòmics del feudalisme i el capitalisme i per què creu que prosperen i mantenen la pobresa i l'escassetat. A continuació, proposa un sistema econòmic més descentralitzat basat en l'ajuda mútua i la cooperació voluntària, afirmant que les tendències per a aquest tipus d'organització ja existeixen, tant en l'evolució com en la societat humana.
La Conquesta del Pa s'ha convertit en un clàssic de la literatura anarquista política. Va tenir una gran influència tant en la Guerra Civil espanyola com en el moviment Occupy als EUA.

## Fons
El 1886, Peter Kropotkin va ser alliberat de la presó francesa. Temorós de l'ensurt anarquista que s'apoderava de l'Europa continental després de l'assassinat d'⁣Alexandre II i desitjant dedicar-se més temps a compondre teoria i defensar els seus ideals revolucionaris, Kropotkin es va traslladar a Londres el mateix any. Després de la mort de Mikhail Bakunin el 1876, els anarquistes van desitjar que un teòric destacat i respectat expliqués les seves idees i, després de la divisió de la Primera Internacional entre marxistes i anarquistes, Kropotkin va voler explicar formalment l'anarcocomunisme d'una manera que diferenciés clarament els anarquistes dels marxistes, però també ajudar a corregir el que considerava defectes en la ideologia de l'anarquisme col·lectivista de Bakunin. Amb aquest objectiu, Kropotkin va passar una gran quantitat de temps a Londres escrivint diversos llibres i fulletons, entre les seves gires internacionals de conferències als Estats Units i el Canadà. Va ser durant aquesta època de ràpida producció literària que Kropotkin va escriure La conquesta del pa, que es va convertir en el seu intent més conegut d'explicar sistemàticament les parts essencials de l'anarcocomunisme.
Kropotkin va escriure originalment el text en francès i es va publicar a la revista francesa Le Révolté, on va exercir com a editor principal. Després de la seva publicació a França, Kropotkin va publicar una versió serialitzada en anglès a la revista anarquista londinenca Freedom. El llibre seria recollit i publicat posteriorment com a volum a França el 1892 i a Anglaterra el 1906.
La publicació del text va suposar un moment d'inflexió en la història anarquista, ja que era la primera vegada que es posava a l'abast del públic un treball teòric complet i en profunditat de la teoria anarcocomunista. La publicació del text va canviar el focus de l'anarquisme de les tendències individualistes, mutualistes i col·lectivistes a tendències socials i comunistes. Aquest canvi demostraria ser un dels canvis més duradors de la història de l'anarquisme a mesura que l'anarquisme es va desenvolupar al llarg del segle XX amb Kropotkin i La conquesta del pa com a ferms referents.

## Resum

### Capítols 1–3: El dret al benestar
Al llarg dels tres primers capítols, Kropotkin construeix un argument per a la propietat comuna de tota la propietat intel·lectual i útil a causa del treball col·lectiu que es va dedicar a crear-la. Kropotkin no defensa que el producte del treball d'un treballador hagi de pertànyer al treballador. En canvi, Kropotkin afirma que cada producte individual és essencialment el treball de tothom, ja que cada individu depèn del treball intel·lectual i físic dels que els van precedir així com dels que van construir el món que els envolta. Per això, Kropotkin proclama que cada humà mereix un dret essencial al benestar perquè cada humà contribueix al producte social col·lectiu:
| «                                                   | (anglès) No more of such vague formulae as "The right to work", or "To each the whole result of his labour." What we proclaim is the Right to Well-Being; Well-Being for All! | (català) No més fórmules tan vagues com "El dret al treball", o "A cadascú el resultat total del seu treball". El que proclamem és el Dret al Benestar; Benestar per a tothom! | » |
| — KROPOTKIN, Petr Alekseevich. La conquesta del pa. | | |   |

Kropotkin continua dient que l'obstacle central que impedeix que la humanitat reclami aquest dret és la protecció violenta de la propietat privada per part de l'estat. Kropotkin compara aquesta relació amb el feudalisme, dient que encara que les formes hagin canviat, la relació essencial entre els propietaris i els sense terra és la mateixa que la relació entre un senyor feudal i els seus serfs. Kropotkin demana la destrucció de l'estat i l'expropiació de tots els béns als comuns, on el dret al benestar es pot aconseguir per a totes les persones.

### Capítols 4–12: Societat anarcocomunista
Al llarg del mig del llibre, Kropotkin dibuixa una imatge de com creu que podria ser una societat anarcocomunista. Assenyala els enormes nivells de producció que va assolir la societat industrial moderna pel que fa a la producció d'aliments, la producció de roba i la producció d'habitatges, i ho fa servir com a prova de la viabilitat d'una societat anarcocomunista. Kropotkin argumenta que es produeixen més que suficients elements essencials per a totes les persones; si només es distribuïssin correctament, ningú no tindria cap necessitat insatisfeta. Kropotkin argumenta a més que, amb el nivell de producció tan alt, la gent no hauria de treballar més de cinc hores al dia i haurien de poder reduir-ho tant com sigui possible, donant-los temps lliure per a l'oci, la socialització i la feina, donant temps per treballar en innovacions que reduirien la seva feina.
A prop del final d'aquesta secció, Kropotkin parla dels articles de luxe, reconeixent que són una necessitat per a una bona vida i afirmant que els articles de luxe encara es produirien, fins i tot si la producció es prengués sota l'àmbit de la necessitat comuna. Kropotkin afirma que els articles de luxe serien produïts de manera col·lectiva pels més interessats en la seva producció. Utilitza un exemple d'un grup de pianistes que dediquen temps a construir pianos de luxe amb l'ajuda d'un grup de fusters col·lectius interessats en la fusteria. Kropotkin argumenta que aquest sistema de producció col·lectiva podria produir articles de luxe necessaris, a més de la producció de productes de primera necessitat, perquè tothom pugui viure una vida plena.

### Capítols 12–16: Objeccions i conclusió
En els darrers capítols, Kropotkin exposa el que considera que seran objeccions destacades a la seva teoria, així com les seves respostes a elles. Ell calcula que molts crítics afirmaran que la gent és naturalment mandra i que no treballaria sense un incentiu de beneficis, encara que només sigui durant cinc hores i per a productes de primera necessitat. Kropotkin contesta dient que la gent està disposada a treballar en les feines que gaudeixen i amb el temps lliure necessari per treballar pel seu compte, amb la garantia d'estabilitat material, la gent treballarà de bon grat als horts col·lectius o a les fàbriques de confecció col·lectiva.
A prop del final de l'obra, Kropotkin adverteix contra la centralització estatal de la indústria, advertint la gent contra els filons més autoritaris del socialisme i afirmant que qualsevol revolució ha de garantir pa i llibertat als treballadors i revolucionaris. Acaba amb un llarg capítol sobre l'agricultura, meravellant-se de les moltes maneres en què els humans han conreat i avançat la producció agrícola, somiant amb les maneres en què es podria utilitzar per alimentar tothom i garantir una vida sana i feliç per a totes les persones.

## Llegat
La Conquesta del Pa va tenir un impacte molt superior al de la pròpia vida de Kropotkin, jugant un paper destacat a les milícies anarquistes de la Guerra Civil Espanyola i va inspirar la història, la teoria i la praxi anarquistes al llarg del segle xx. Després del fracàs del marxisme-leninisme a la Unió Soviètica, alguns pensadors van arribar a considerar el llibre com a profètic, amb Kropotkin anticipant els nombrosos esculls i abusos dels drets humans que es produirien a causa de la centralització de la indústria.
Després de la crisi financera de 2007-2008 i el posterior moviment Occupy, el treball de Kropotkin va adquirir un major protagonisme. David Graeber, un dels líders intel·lectuals del moviment Occupy, va citar directament Kropotkin com a inspiració per al món que els manifestants d'Occupy estaven intentant crear. L'any 2015, David Priestland, escrivint per a The Guardian, va demanar una mirada renovada a Kropotkin i La conquesta del pa a Occident, atès el recent col·lapse de la Unió Soviètica el 1991 i la crisi financera mundial del 2007-2008.
Des del 2018, un grup independent de creadors de contingut de YouTube d'esquerres s'anomena col·lectivament BreadTube, inspirat en el títol del llibre. El terme "breadpilled" fa referència a l'acte de convertir-se en anarcosocialista, fent al·lusió a la píndola vermella i la píndola blava de The Matrix.